# 洪儒
洪儒（朝鮮語: 홍유）または洪殷悦（朝鮮語: 홍은열）は、高麗王朝の開国功臣の一人。朝鮮氏族の義城洪氏、南陽洪氏（唐洪系）の始祖である。

## 人物
義城府出身。918年、庾黔弼とともに清州豪族の離反を阻止し、919年には礼山県に流民を定着させた。936年、後百済軍との戦いで功を挙げ、卜智謙、裵玄慶、朴述熙、申崇謙らとともに開国一等功臣に列して、太祖王建の廟庭に祀られた。
祖先の洪天河は動乱のため新羅に帰化した。初名は「弘述」であった。王建は、中国殷の名宰相の傅説のようだとして、殷悦という名前を下賜した。